# Tâmplar

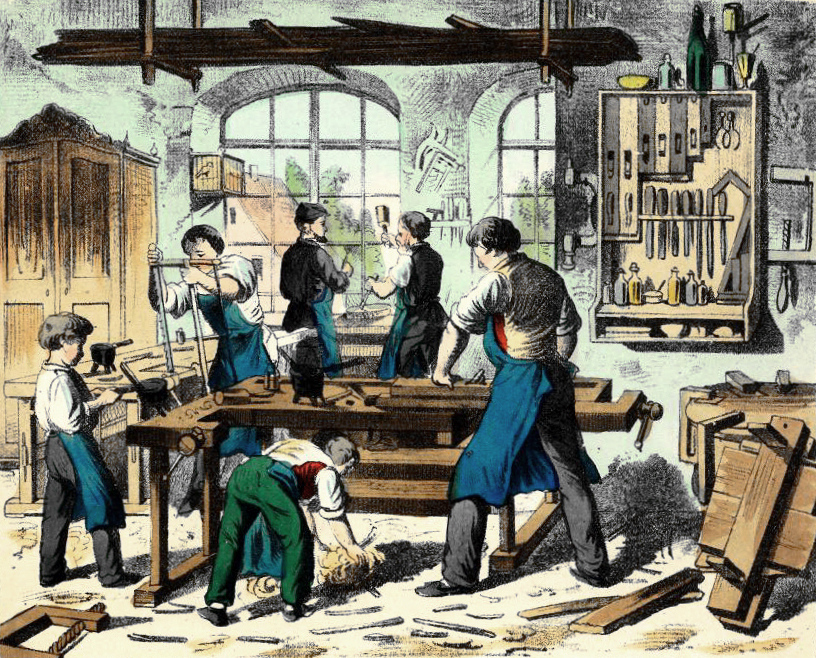
Ilustrație reprezentând un atelier de tâmplărie din anii 1880

Un tâmplar este un muncitor care face mobile și alte obiecte din lemn. Tâmplarul are sarcina de a produce, proiecta, repara și întreține construcții din lemn precum și părțile lor componente. Meseriașul are abilitatea de a modela lemnul care reprezintă materialul prim, în diferite piese de mobilier care vor servi în diverse scopuri. Din punctul de vedere al esteticii, tâmplarul este un artist.

Tâmplăria este o meserie cu un spectru foarte larg care implică multă îndemânare, simț estetic, viziune în spațiu și cunoașterea aspectelor de proiectare (măsurare, calculare, desenare, etc.). În construcția navală, un tâmplar marin poate lucra cu alte materiale decât lemn, cum ar fi linoleum, fibră de sticlă, materiale și garnituri.

## Profesii legate de prelucrare a lemnului
Institutul de tâmplari recunoaște următorii profesioniști care lucrează în domeniul lemnului:
- Dulgheri
- Meșteri de mobilier și birouri
- Constructori de ambarcațiuni (Abilitati de prelucrare a lemnului)
- Tâmplari
- Tâmplărie din lemn pentru construcții și construcții de lemn (structuri din lemn)
- Rotari
- Sculptori în lemn
- Strungari

## Istoric
Este una dintre meseriile despre care amintește Biblia, Iosif (tatăl pâmântesc al lui Isus) fiind tâmplar.